# Cmentarz wojenny nr 257 – Biskupice Radłowskie Zawodzie
Cmentarz wojenny nr 257 – Biskupice Radłowskie Zawodzie – cmentarz z I wojny światowej, zaprojektowany przez Johanna Watzala, znajdujący się we opodal wsi Biskupice Radłowskie w powiecie tarnowskim, w gminie Radłów. Jeden z ponad 400 zachodniogalicyjskich cmentarzy wojennych zbudowanych przez Oddział Grobów Wojennych C. i K. Komendantury Wojskowej w Krakowie.
Cmentarz znajduje się w odległości paruset metrów od cmentarza nr 258. Oba obiekty znajdują się po przeciwnej stronie drogi wojewódzkiej 975.
Cmentarz jest sporym obiektem o powierzchni ponad 860 m² w kształcie elipsy. Położony jest wśród pól. Otoczony jest murkiem kamiennym wysokości około metra przy którym rosną stare drzewa. Wejście na cmentarz, metalowa brama znajduje się od zachodniej strony cmentarza, od strony Dunajca. Na terenie cmentarza znajdują się 4 mogiły zbiorowe, z czego dwie w centralnej części cmentarza, tworzą rozległy płaski kopiec, robiący wrażenie kurhanu. Na jego szczycie znajdują się 4 betonowe krzyże, typu rosyjskiego, robiące wrażenie jakby były zwrócone do siebie. Dodatkowo na każdym grobie zbiorowym ustawione są kamienne stele z napisem nieznani Rosyjscy żołnierze. W grobach pojedynczych pochowano 5 rosyjskich oficerów.
Na cmentarzu jest pochowanych 206 żołnierzy w 5 grobach zbiorowych oraz 3 pojedynczych poległych w maju 1915 roku:
- 206 żołnierzy Imperium Rosyjskiego m.in. z 17 Archangielskiego Pułku Piechoty.

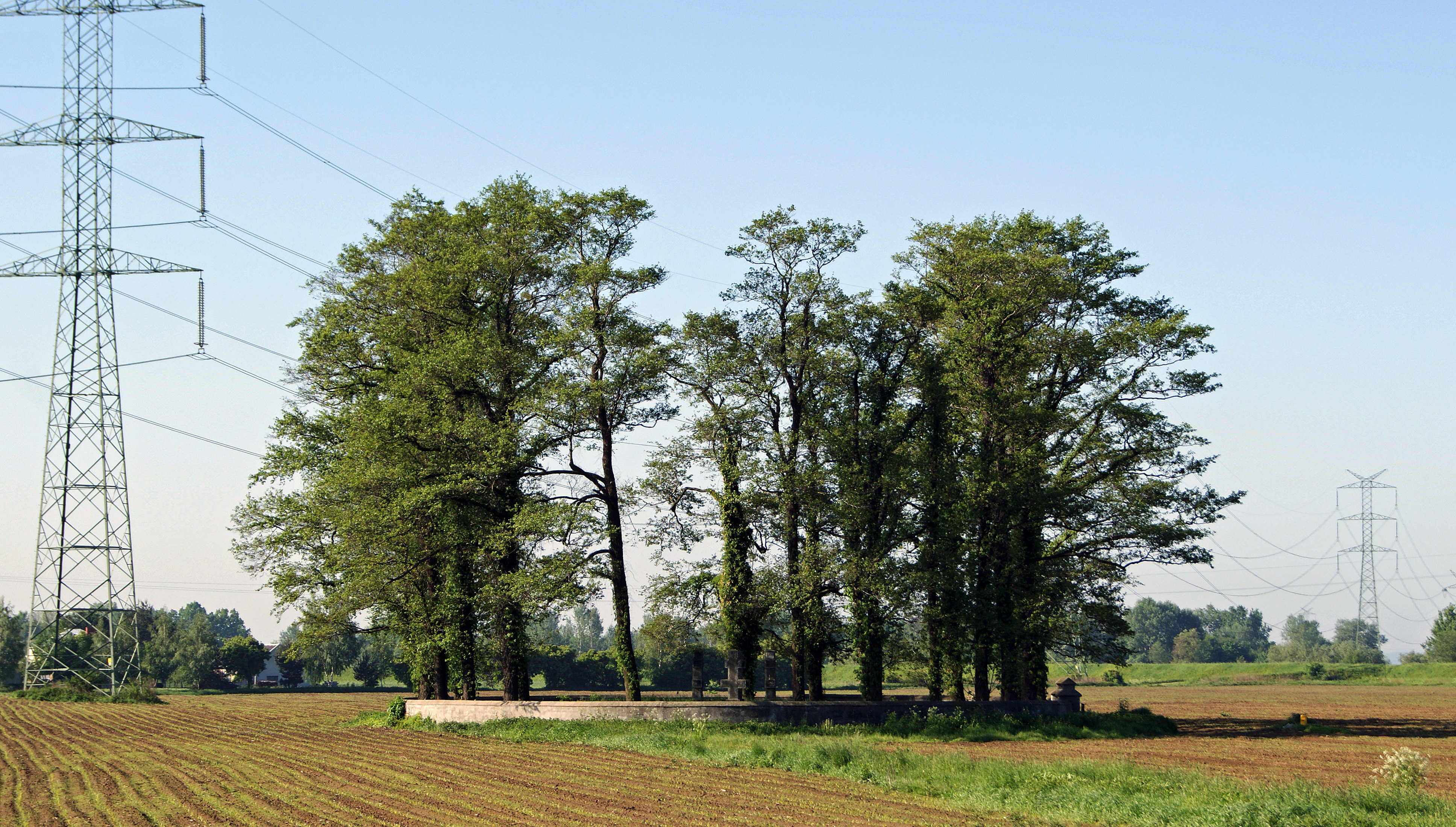
Widok z północy.